# Ronke
Ronke (italijansko Ronchi dei Legionari, bizjaško in furlansko Roncjis, nemško Ronkis) so mesto in sedež istoimenske občine v italijanski deželi Furlaniji - Julijski krajini. Občina ima okoli 12.000 prebivalcev (2024). Zahodno od kraja je glavno mednarodno letališče Aeroporto Friuli Venezia Giulia, ki oskrbuje glavno mesto dežele Trst.
Po italijanskem popisu leta 1971 je bilo 4 % prebivalcev občine Ronke slovenske narodnosti.
Poleg glavnega kraja Ronke so v občini še štirje zaselki ( frazioni ):
- Sveti Vid (San Vito)
- Selce (Cave di Selz)
- Soleščan (Soleschiano)
- Romjan (Vermegliano)

Italijansko ime kraja aludira na D´Annunzieve legionarje, ki jih je tam zbral, preden je z njihovo pomočjo v začetku 20-ih let 20. stoletja zasedel Reko in tam ustanovil neodvisno republiko. 

## Zgodovina

### Antika in srednji vek
Kraj je bil naseljen že v predrimskih časih, kar potrjuje nekropola, odkrita ob letališču. V 3. in 2. stol. pr.n.št. so to območje zavzeli Rimljani. V rimskem obdobju je nekdanje gradišče Gradina postalo utrjena vojaška postojanka. V teh krajih so kasneje vladali Oglejski patriarhi in nato Langobardi, ki so v Čedadu imeli najpomembnejšo lokalno središče. V 7. stoletju so tudi Kras naselili predniki Slovencev. Sklepa se, da so se najprej zatekli na utrjene vzpetine bivših gradišč in so se šele nekaj stoletij kasneje spustili niže na lokacije današnjih vasi. 
Po ostrogotski, bizantinski , langobardski in frankovski nadvladi so Tržič od leta 967 nadzirali oglejski patriarhi. Leta 967 je namreč cesar Oton I. Saški med sinodo v Raveni kraj podaril oglejskemu patriarhu Rodoaldu, da bi ta lahko nadzoroval morebitne nove vdore Madžarov. V tej listini so Ronke prvič omenjene med kraji in posestmi, ki jih je cesar daroval. Oglejskim patriarhom je bilo s cesarskimi koncesijami naloženo breme oživitve te dežele. Kraju so vladali oglejski patriarhi vso do leta 1420, nakar je pripadlo Beneški republiki. Zaradi svoje lege je bila skozi stoletja izpostavljena uničujočim vpadom vzhodnih prebivalcev, Madžarov v 10. stoletju in Turkov v 15. stoletju. Med 16. in 17. stoletjem je bilo mesto, ki je prešlo pod oblast Beneške republike, na hudo preizkušnjo zaradi sporov med Beneško republiko in Habsburžani : Gradiška vojna, ki se je začela leta 1615 v deželi "bisiaca" tudi požig vasi Selc in Ronk. 
Po kratkem obdobju francoske okupacije je leta 1815 postalo del posesti Avstrijskega cesarstva in s tem od leta 1918 Italije. Območje, ki je bilo vedno tranzitno mesto pomembnih komunikacijskih poti med severno Italijo in srednje-vzhodno Evropo, se je razvilo od srednjega veka s kmetijskim gospodarstvom do 19. stoletja, od konca 19. stoletja pa je postalo pretežno industrijsko. Vsaka vas je imela svoj bogoslužni prostor. Cerkev sv. Štefana mučenca v Romjanu (Vermegliano) je dobro ohranjena, v sedanji obliki zgrajena leta 1558 na manjši že obstoječi zgradbi. Ima dvokapno pročelje, portik in visok zvonik, ki ga podpirajo močni kamniti stebri, notranjost pa krasijo dragocene freske, večinoma iz let 1575-76, delo furlanskega slikarja Sebastiana Secanteja. Župnijska cerkev Sv. Lovrenca je bila večkrat povečana in ima danes dimenzije in oblike iz leta 1780 (obnovljena po prvi svetovni vojni). Tudi današnja podoba cerkve Sv.Domenice v Selcah je iz 18. stoletja, pred nekaj leti pa ji je bila prizidana nova stavba. Cerkev Svete Trojice, na istoimenski ulici, v Ronkah, graciozna, neizrazito baročna stavba s centralnim tlorisom, je bila zgrajena leta 1759 kot zasebna kapela pianskih grofov.
Omeniti velja vilo Mantica iz 17. stoletja, zdaj Meterc v Soleščanu (Soleschian), obdano z veličastnim drevoredom, ki jo povezuje s svojim podeželjem ob dolgi ravni poti; v Ronkah Palazzo Girardi, danes Fabris, na trgu Oberdan, prav tako iz 17. stoletja; in kompleks de Dottori na ulici via XXIV Maggio, ki sega v osemnajsto stoletje in je sestavljen iz impozantne stavbe s pogledom na ulico. Na trgu Piazza Unità izstopa vila Vicentini, takrat Miniussi, zdaj sedež Tržiškega kulturnega konzorcija. Villa Carlo, elegantna stanovanjsko stavbo klasičnih geometrijskih proporcev, je iz leta 1835. Bila je dom francoskih plemičev Morè de Pontgibaud, izgnancev iz Trstu od leta 1791 pod psevdonimom Labrosse, lastnikov ogromnih kmetijskih posesti po celotnem spodnjem soškem območju.
Od sredine 19. in v začetku 20. stoletja je bilo za Ronke obdobje velikega razvoja in preobrazbe. Leta 1850 so Ronke postale samostojna občina, h kateri so bili pripojeni njeni zaselki. Leta 1860 je bila slovesno odprta prva železniška postaja (Ronke sever) na progi Trst-Videm-Benetke. Industrializacijo območja je zaznamovalo odprtje bombažne tovarne v Romjanu leta 1884 in pomorske ladjedelnice v Tržiču leta 1908.

### Prva svetovna vojna - soška fronta
Maja 1915 je Italija napovedala vojno Avstro-Ogrski in velik del prebivalstva Ronk in Tržiškega Krasa (območja na frontni črti in v neposredni bližini) so evakuirali in premestili v štajersko begunsko taborišče Wagna eno od dveh mest, s katerima so Ronke zdaj pobratene. Območje so prizadeli siloviti boji, zlasti okoli Griž (Monte Sei Busi) in na Kraškem grebenu, kjer so se pred tem v prvih tednih vojne zabarikadirali avstro-ogrski vojaki. Mesto Ronke, ki ga je sistematično obstreljevalo cesarsko topništvo, je bilo skoraj popolnoma uničeno. Prebivalci Ronk so se lahko postopno vrnili na svoje domove šele po italijanskem porazu pri Kobaridu jeseni 1917. Dogodki prve svetovne vojne so povzročili razdejanje in grozote, zlasti med letoma 1915 in 1916, ko so bili najbližji kraški griči prizorišče prvih soških bojev in so mesta postala takojšnja druga linija. Epizoda, s katero je povezano sedanje polno ime občine, sega v leto 1919, ki spominja na legionarje, ki jih je v kraju zbral Gabriele D'Annunzio, da bi odšli in zavzeli Reko za njeno priključitev Italiji.

### Druga svetovna vojna
V dvajsetih letih fašizma so Ronke in območje Tržiča na splošno, območje močne delavske poselitve, predstavljale pomembna središča skrivnega političnega odpora proti fašizmu. Na teh območjih se je oboroženi odpor razvil že leta 1942 kot podpora slovenskim partizanskim enotam, ki so nastale po italijanski invaziji na Jugoslavijo aprila 1941. Prebivalci Ronk so množično sodelovali v odporu: 175 je bilo Rončanov, ki so padlih med drugo svetovno vojno,  od tega 147 partizanov. Od 10. septembra 1943 do osvoboditve so bile Ronke del jadranske obale, toda že 8. septembra, ko so se nemške enote približevale, so se številni delavci iz ladjedelnic v Tržiču, še v delovnih kombinezonih, vendar oboroženi, začeli zbirati v Selcah, zaselku Ronk, za organizacijo obrambe ozemlja pred nemškim vdorom. Udeleženci so se odločili za akcijo in ustanovili so partizansko brigado, ki so jo poimenovali Proletarska brigada. Pridružili so se jim tudi nekateri častniki in vojaki zdaj že razpuščene kraljeve italijanske vojske.
Iz Selc so partizani prispeli v Gorico, kjer so se spopadli z Nemci v prvi pomembnejši bitki italijanskega odpora v severni Italiji. Osvobodilna fronta Slovenije je 16. septembra 1943 razglasila priključitev Primorja k Sloveniji: v to ozemlje so bile vključene tudi Ronke, ki so torej po mnenju Slovencev od tega dne postali del Slovenske Titove republike, nove socialistične Jugoslavije. Aneksijo je odobril tudi protifašistični Narodnoosvobodilni svet Jugoslavije (AVNOJ) 30. novembra 1943 na svojem drugem plenarnem zasedanju v Jajcu od 21. do 29. novembra 1943. S partizanskimi boji druge svetovne vojne,  za katere je občina Ronke prejela srebrni znak za vojaško hrabrost, je povezano tudi pobratenje s slovenskim mestecem Metliko.

## Sosednje občine
Občina Ronke meji na naslednje občine: Doberdob (Doberdò del Lago), Foljan - Sredipolje (Fogliano Redipuglia), Tržič (Monfalcone), San Canzian d'Isonzo , Špeter ob Soči (San Pier d'Isonzo) in Štarancan (Staranzano).